# De såg ej dig, blott timmermannens son
De såg ej dig, blott timmermannens son är en psalm med text skriven 1962 av Anders Frostenson. Musiken är skriven 1933 av Verner Ahlberg. Första versen bygger på Lukasevangeliet 4:28-30. Fjärde versen bygger på Första Moseboken 9:12-27, Uppenbarelseboken 4:3 och Jesaja 53:5. Övriga verser bygger på Johannesevangeliet 8:48.

## Publicerad i
- Herren Lever 1977 som nummer 863 under rubriken "Kyrkans år - Passionstiden".[2]
- Den svenska psalmboken 1986 som nummer 455 under rubriken "Fastan"
- Svensk psalmbok för den evangelisk-lutherska kyrkan i Finland (1986) som nummer 86 under rubriken "Fastetiden".
- Psalmer och Sånger 1987 som nummer 504 under rubriken "Kyrkoåret - Fastan"[1]